# Pommersches Wappenbuch
Pommersches Wappenbuch gezeichnet und mit Beschreibung der Wappen und historischen Nachweisen versehen ist der Titel eines sich mit den Wappen der Pommerschen Adelsgeschlechter befassenden Nachschlagewerks in fünf Bänden. Das dargebotene Material wurde von Julius Theodor Bagmihl zusammengetragen und gezeichnet sowie von H. G. Effenbarts Erbinn herausgegeben.

## Inhalt
Bagmihl widmet sein Werk dem kurz vor Erscheinen des ersten Bandes verstorbenen pommerschen Oberpräsidenten Wilhelm von Bonin († 1852).
Neben der Nennung verschiedener historischer und Abbildung zweitbezogen aktueller Wappen, macht Bagmihl auch umfassende Angaben zu historischen Siegeln, denen er ebenfalls Abbildungen folgen lässt.
Die Wappen und Siegelabbildungen selbst sind schwarz-weiß, Tingierungen ergeben sich aus den Blasonierungen im Textteil.
Der dem Wappenbuch beigefügte Text enthält, Urkunden und andern Quellen entnommene Angaben über die erste Erwähnung der Geschlechter in Pommern, ggf. Angaben zum Absterben selbiger, Standeshebungen, den Grundbesitz, einzelner Probanden aus den Familien, Teilungen in verschiedene Linien und Familienstiftungen.
Der Band 5 enthält gleich zu Anfang gestellt, ein Generalregister aller in den Bänden 1–5 abgehandelten Geschlechter.

## Die einzelnen Bände
- Band 1, Stettin 1843 Volltext (DjVu-Format) Volltext (Google books)
- Band 2, Stettin 1846 Volltext (DjVu-Format) Volltext (Google books)
- Band 3, Stettin 1847 Volltext (DjVu-Format) Volltext (Google books)
- Band 4, Stettin 1854 Volltext (DjVu-Format) Volltext (Google books)
- Band 5, Stettin 1855 Volltext (DjVu-Format) Volltext (Google books)